# Staurocalyptus
Staurocalyptus is een geslacht van sponsdieren uit de klasse van de Hexactinellida.

## Soorten
- Staurocalyptus affinis Ijima, 1904
- Staurocalyptus celebesianus Ijima, 1927
- Staurocalyptus dowlingi (Lambe, 1893)
- Staurocalyptus entacanthus Ijima, 1904
- Staurocalyptus fasciculatus Schulze, 1899
- Staurocalyptus fuca Tabachnick, 1989
- Staurocalyptus glaber Ijima, 1897
- Staurocalyptus hamatus Lendenfeld, 1915
- Staurocalyptus heteractinus Ijima, 1897
- Staurocalyptus microchetus Ijima, 1898
- Staurocalyptus pleorhaphides Ijima, 1897
- Staurocalyptus psilosus Reiswig & Stone, 2013
- Staurocalyptus roeperi (Schulze, 1886)
- Staurocalyptus rugocruciatus Okada, 1932
- Staurocalyptus solidus Schulze, 1899
- Staurocalyptus tubulosus Ijima, 1904
- Staurocalyptus tylotus Reiswig & Stone, 2013